# Glenn Claes (zanger)
Glenn Claes (Beverlo, 9 februari 1990) is een Belgisch zanger. Hij werd in 2012 bekend toen hij de eerste editie van de talentenjacht The Voice van Vlaanderen won. 

## Biografie
Claes schreef zich in 2011 bij VTM in als kandidaat voor de The Voice van Vlaanderen. Hij was in dienst als loodgieter. Enkele maanden na zijn overwinning van The Voice van Vlaanderen nam hij ontslag om zich volledig te kunnen wijden aan zijn zangcarrière.

### Zangcarrière
Claes bracht tijdens de blind auditions van The Voice van Vlaanderen het nummer "I Shot the Sheriff". Iedere coach wilde hem in hun respectievelijke teams en Claes koos het team van Jasper Steverlinck. Tijdens de derde liveshow zong hij "The Sound of Silence". Zijn versie van het nummer kwam op 25 februari 2012 binnen op de tweede plaats van de Vlaamse Ultratop 50. Hij won de finale tegen Silke Mastbooms met 52% tegen 48%.
Naar aanleiding van zijn finaleplaats werd zijn eerste originele single, "Knight in shining armour", opgenomen en uitgebracht. De plaat kwam op 17 maart 2012 op plaats vier binnen in de Ultratop 50.
In 2012 won hij bij Radio 2 Zomerhit de prijs voor doorbraak van het jaar.
Op 30 oktober 2015 kwam, na 3 jaar radiostilte, zijn nieuwe single "Back where my world began" uit samen met zijn persoonlijke verhaal. Zijn debuutalbum verscheen op 20 november 2015.
In 2024 nam hij deel aan Sing Again op VTM.

## Discografie

### Albums
| Album met hitnotering(en) in de Vlaamse Ultratop 200 albums | Datum van verschijnen | Datum van binnenkomst | Hoogste positie | Aantal weken | Opmerkingen |
| ----------------------------------------------------------- | --------------------- | --------------------- | --------------- | ------------ | ----------- |
| Back Where My World Began                                   | 20-11-2015            | 28-11-2015            | 15              | 12           |             |

### Singles
| Single met hitnotering(en) in de Vlaamse Ultratop 50 | Datum van verschijnen | Datum van binnenkomst | Hoogste positie | Aantal weken | Opmerkingen                |
| ---------------------------------------------------- | --------------------- | --------------------- | --------------- | ------------ | -------------------------- |
| The sound of silence                                 | 20-02-2012            | 25-02-2012            | 2               | 6            |                            |
| Naïve                                                | 05-03-2012            | 17-03-2012            | 32              | 2            |                            |
| Knight in shining armour                             | 12-03-2012            | 17-03-2012            | 3               | 5            | Nr. 8 in de Radio 2 Top 30 |
| Back Where My World Began                            | 30-10-2015            | 07-11-2015            | tip3            | -            | -                          |
| Face In The Light                                    | 12-02-2016            | 27-02-2016            | tip             | -            | -                          |
| Little Lies                                          | 15-04-2016            | 30-04-2016            | tip             | -            | -                          |
| Chit Chat                                            | 20-11-2015            | 30-07-2016            | tip             | -            | -                          |